# Frithugyth
Frithugyth est une noble anglo-saxonne de la première moitié du VIIIe siècle. Elle est l'épouse du roi du Wessex Æthelheard.

## Biographie
La Chronique anglo-saxonne ne mentionne Frithugyth qu'à une seule reprise, dans l'entrée pour l'année 737 :

« Cette année-là, l'évêque Forthhere et la reine Frithugyth se rendirent à Rome. »

Le compagnon de pèlerinage de Frithugyth, Forthhere, est l'évêque de Sherborne, dans l'ouest du royaume du Wessex. Ben Snook avance l'hypothèse que leur voyage à Rome ait pour but d'obtenir du pape la légitimation du mari de Frithugyth, le roi Æthelheard. Ce dernier est monté sur le trône après l'abdication de son parent Ine en 726, mais la transmission du pouvoir ne s'est pas faite sans heurt : l'année de son avènement, il doit affronter un ætheling nommé Oswald qui revendique le trône.
Hormis cette entrée laconique, le nom de Frithugyth figure également sur plusieurs chartes de son mari, où elle apparaît parfois comme co-donatrice. Des chartes de rois ultérieurs font également référence aux donations d'Æthelheard et Frithugyth. L'authenticité de toutes ces chartes, qui ne sont connues qu'à travers des copies tardives, est douteuse. Plusieurs d'entre elles considèrent un domaine situé à Taunton, dans le Somerset, et semblent avoir été forgées au Xe siècle à l'instigation de l'évêque Æthelwold en guise de preuves que ce domaine est la propriété des évêques de Winchester depuis une donation originale qui aurait été faite par Frithugyth. Tout en reconnaissant que ces chartes ne ressemblent pas à des documents authentiques, l'historienne Barbara Yorke souligne que la reine Frithugyth n'est pas le donataire le plus évident qu'aurait pu choisir un faussaire et qu'il est possible qu'une tradition authentique repose derrière ces faux.